# 장 피에르 주디첼리
장 피에르 주디첼리(Jean-Pierre Giudicelli, 1943년 2월 20일 ~ 2024년 4월 29일)는 프랑스의 근대5종 선수였다. 1968년 하계 올림픽과 1972년 하계 올림픽에 출전했다. 1968년에는 단체전에서 동메달을 획득했다.
주디첼리는 2024년 4월 29일 81세의 나이로 사망했다.